# 圖利霍洛韋 (蘇梅州)
51°35′37″N 33°38′3″E / 51.59361°N 33.63417°E
圖利霍洛韋（烏克蘭語：Тулиголове），或按俄语译为图利戈洛沃，是位於烏克蘭東北部的村莊，由蘇梅州科諾托普區的克羅萊韋茨市鎮負責管轄。該村處於列季河畔，距離亞羅斯拉韋齊和比斯特里克5公里，2001年人口1,464。